# Plopenii Mari
Plopenii Mari – wieś w Rumunii, w okręgu Botoszany, w gminie Ungureni. W 2011 roku liczyła 752 mieszkańców.